# Dhiraina
Dhiraina est une ville du nord de l'Inde de l'état de l'Himachal Pradesh, située dans le District de Sirmaur.